# Parmaschema wauanus
Parmaschema wauanus là một loài bọ cánh cứng trong họ Discolomatidae. Loài này được John miêu tả khoa học năm 1969.